# Mechowo (powiat kościerski)
Mechowo (dodatkowa nazwa w j. kaszub. Mechòwò) –osada w Polsce położona w województwie pomorskim, w powiecie kościerskim, w gminie Lipusz.
Do końca 2015 roku stanowiła część wsi Lipusz.
Miejscowość leży w pobliżu drogi wojewódzkiej nr 235.